# لوول دین
لوول دین (انگلیسی: Lowell Dean) یک کارگردان فیلم، فیلم‌نامه‌نویس و تدوین‌گر اهل کانادا است.
از فیلم‌ها یا برنامه‌های تلویزیونی که وی در آن نقش داشته‌است می‌توان به تیم نایت رایدر اشاره کرد.